# Grön blombagge
Grön blombagge (Chrysanthia viridissima) är en skalbaggsart som först beskrevs av Carl von Linné 1758.  Grön blombagge ingår i släktet Chrysanthia, och familjen blombaggar. Arten är reproducerande i Sverige.

## Bildgalleri

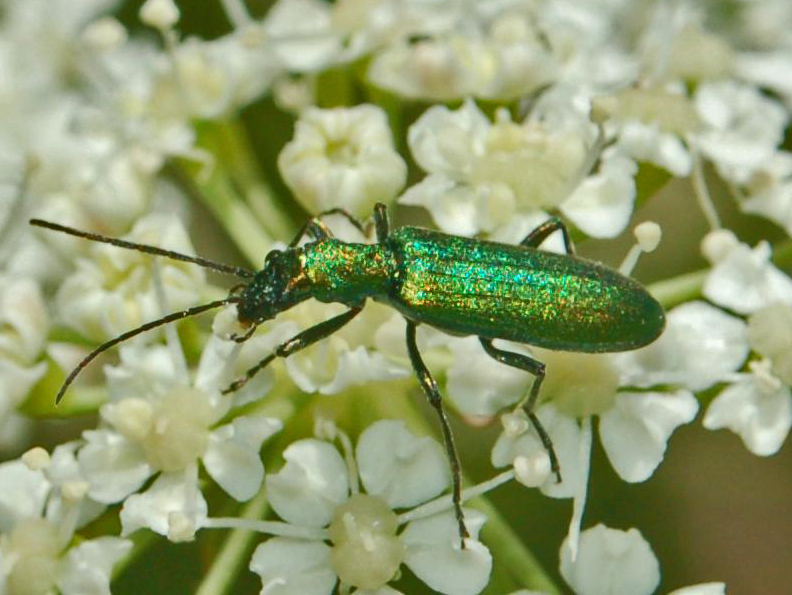